# Vacceos Cavaliers
El Vacceos Cavaliers fue una franquicia de rugby de Valladolid, España. Fundado en 2009 con el objetivo de participar en la Liga Superibérica.

## Nombre
Cuando en la directiva del Club de Rugby El Salvador se planteó un nombre para la franquicia castellana y leonesa de la liga superíberica, se barajaron diversas alternativas que resaltasen la idea de unión territorial de la franquicia. Se consideró que la mejor forma era buscar en los orígenes de los primeros pobladores de la zona, antes de que estuviera definida geopolíticamente, eligiendo el nombre de Vaceos Cavaliers.

### Vacceos
Los vacceos fueron el primer pueblo con presencia estable en la Meseta Norte documentada.

### Cavaliers
Sustantivo que proviene del latín Caballarius, y significa caballeros o jinetes, lo que aúna conceptos que tienen que ver con Castilla y los antiguos vacceos, y que imprime un carácter combativo al nombre de la franquicia castellana y leonesa.

## Logotipo
En un logo ovalado que hace referencia al balón de rugby, sobre fondo rojo carmesí, color tradicional castellano, una representación simbólica celta del caballo, el bien más preciado de los vacceos, utilizado para la labranza, el transporte , la guerra y desde el punto de vista ritual. 
En los costados del escudo, el castillo, símbolo del reino de Castilla, además de una alusión al origen geográfico (Castilla, Valladolid) del equipo impulsor de la franquicia, el Club de Rugby El Salvador.

### Tipografía
Se buscó una tipografía celta para el nombre de la franquicia con mayúsculas ribeteadas con símbolos celtas.

## Historia
La franquicia con sede en Valladolid inauguró la primera edición de la Liga Superibérica en el primer partido televisado de esta competición que se celebró en los Campos de Pepe Rojo el 24 de abril de 2009, en un partido en el que se enfrentaron a los Mariners de la Comunidad Valenciana. En contra de todo pronóstico perdieron ese partido por 12-36 para los valencianos. Esta primera edición, además supuso un varapalo para la afición castellano leonesa debido a que la franquicia de esta comunidad autónoma no consiguió clasificarse para la Final Four celebrada en el Estadio Teresa Rivero del barrio madrileño de Vallecas.

## Polémica
Saltó una pequeña polémica debido a que el escudo de los Vacceos Cavaliers aparece en los costados del escudo el castillo símbolo del Reino de Castilla, argumentando que con dicho escudo se pierde pluralidad ya que Vacceos hace referencia a un antiguo pueblo prerromano que hábitaba la zona central del Duero y algunos de Toledo, Soria y León. Además de mezclar motivos históricos muy diferentes: caballeros y castillos medievales con vacceos ibéricos. 
Tampoco gustó a muchos aficionados la utilización del sustantivo "Cavaliers", ya que consideran que es una copia de la franquicia de la NBA: "Cleveland Cavaliers" y preferirían la denominación castellana "caballero".
De anecdótico, sin embargo, puede calificarse que en Medina del Campo (provincia de Valladolid) existe un equipo llamado "Vacceos Club de Rugby". Sobre esto algunas voces se han excusado diciendo que ya contemplaron previamente que existían asociaciones, peñas, fundaciones, además de un club de tiro y del citado club de rugby, antes de decidirse por el nombre definitivo de la franquicia.